# Magliano Alpi
Magliano Alpi – miejscowość i gmina we Włoszech, w regionie Piemont, w prowincji Cuneo.
Według danych na rok 2004 gminę zamieszkiwało 2107 osób, 65,8 os./km².